# Premi BAFTA 2015
La 68ª edizione dei BAFTA, premi conferiti dalla British Academy of Film and Television Arts alle migliori produzioni cinematografiche del 2014, ha avuto luogo l'8 febbraio 2015 alla Royal Opera House di Londra.

## Vincitori e candidati

### Miglior film
- Boyhood, regia di Richard Linklater
- Birdman, regia di Alejandro González Iñárritu
- Grand Budapest Hotel (The Grand Budapest Hotel), regia di Wes Anderson
- The Imitation Game, regia di Morten Tyldum
- La teoria del tutto (The Theory of Everything), regia di James Marsh

### Miglior film britannico
- La teoria del tutto (The Theory of Everything), regia di James Marsh
- '71, regia di Yann Demange
- The Imitation Game, regia di Morten Tyldum
- Paddington, regia di Paul King
- Pride, regia di Matthew Warchus
- Under the Skin, regia di Jonathan Glazer

### Miglior debutto di un regista, sceneggiatore o produttore britannico
- Stephen Beresford (sceneggiatore), David Livingstone (produttore) – Pride
- Elaine Constantine (regista/sceneggiatrice) – Northern Soul
- Gregory Burke (sceneggiatore) e Yann Demange (regista)  – '71
- Hong Khaou (sceneggiatore/regista) – Lilting
- Paul Katis (regista/produttore), Andrew de Lotbiniere (produttore) – Kajaki

### Miglior film straniero
- Ida, regia di Paweł Pawlikowski • Polonia
- Leviathan, regia di Andrej Petrovič Zvjagincev • Russia
- Lunchbox (Dabba), regia di Ritesh Batra • India
- Trash, regia di Stephen Daldry • Regno Unito
- Due giorni, una notte (Deux jours, une nuit), regia di Jean-Pierre e Luc Dardenne • Belgio-Francia

### Miglior documentario
- Citizenfour, regia di Laura Poitras
- 20 Feet from Stardom, regia di Morgan Neville
- 20,000 Days on Earth, regia di Iain Forsyth e Jane Pollard
- Alla ricerca di Vivian Maier (Finding Vivian Maier), regia di John Maloof e Charlie Siskel
- Virunga, regia di Orlando von Einsiedel

### Miglior film d'animazione
- The LEGO Movie, regia di Phil Lord e Chris Miller
- Big Hero 6, regia di Don Hall e Chris Williams
- Boxtrolls - Le scatole magiche (The Boxtrolls), regia di Graham Annable e Anthony Stacchi

### Miglior regista
- Richard Linklater – Boyhood
- Alejandro González Iñárritu – Birdman
- Wes Anderson – Grand Budapest Hotel (The Grand Budapest Hotel)
- James Marsh – La teoria del tutto (The Theory of Everything)
- Damien Chazelle – Whiplash

### Miglior sceneggiatura originale
- Wes Anderson – Grand Budapest Hotel (The Grand Budapest Hotel)
- Alejandro González Iñárritu, Nicolás Giacobone, Alexander Dinelaris e Armando Bo – Birdman
- Richard Linklater – Boyhood
- Dan Gilroy – Lo sciacallo - Nightcrawler (Nightcrawler)
- Damien Chazelle – Whiplash

### Miglior sceneggiatura non originale
- Anthony McCarten – La teoria del tutto (The Theory of Everything)
- Jason Hall – American Sniper
- Gillian Flynn – L'amore bugiardo - Gone Girl (Gone Girl)
- Graham Moore – The Imitation Game
- Paul King – Paddington

### Miglior attore protagonista
- Eddie Redmayne – La teoria del tutto (The Theory of Everything)
- Benedict Cumberbatch – The Imitation Game
- Jake Gyllenhaal – Lo sciacallo - Nightcrawler (Nightcrawler)
- Michael Keaton – Birdman
- Ralph Fiennes – Grand Budapest Hotel (The Grand Budapest Hotel)

### Miglior attrice protagonista
- Julianne Moore – Still Alice
- Amy Adams – Big Eyes
- Felicity Jones – La teoria del tutto (The Theory of Everything)
- Reese Witherspoon – Wild
- Rosamund Pike – L'amore bugiardo - Gone Girl (Gone Girl)

### Miglior attore non protagonista
- J. K. Simmons – Whiplash
- Edward Norton – Birdman
- Ethan Hawke – Boyhood
- Mark Ruffalo – Foxcatcher
- Steve Carell – Foxcatcher

### Miglior attrice non protagonista
- Patricia Arquette – Boyhood
- Emma Stone – Birdman
- Imelda Staunton – Pride
- Keira Knightley – The Imitation Game
- Rene Russo – Lo sciacallo - Nightcrawler (Nightcrawler)

### Miglior colonna sonora
- Alexandre Desplat - Grand Budapest Hotel (The Grand Budapest Hotel)
- Antonio Sánchez - Birdman
- Hans Zimmer - Interstellar
- Jóhann Jóhannsson- La teoria del tutto (The Theory of Everything)
- Mica Levi - Under the Skin

### Miglior fotografia
- Emmanuel Lubezki – Birdman
- Robert Yeoman – Grand Budapest Hotel (The Grand Budapest Hotel)
- Łukasz Żal e Ryzsard Lenczewski – Ida
- Hoyte van Hoytema – Interstellar
- Dick Pope – Turner (Mr. Turner)

### Miglior montaggio
- Tom Cross – Whiplash
- Douglas Crise e Stephen Mirrione – Birdman
- Barney Pilling  – Grand Budapest Hotel (The Grand Budapest Hotel)
- William Goldenberg – The Imitation Game
- John Gilroy – Lo sciacallo - Nightcrawler (Nightcrawler)
- Jinx Godfrey –  La teoria del tutto (The Theory of Everything)

### Miglior scenografia
- Adam Stockhausen e Anna Pinnock – Grand Budapest Hotel (The Grand Budapest Hotel)
- Rick Heinrichs e Shane Vieau – Big Eyes
- Maria Djurkovic e Tatiana MacDonald – The Imitation Game
- Nathan Crowley e Gary Fettis – Interstellar
- Suzie Davies e Charlotte Watts – Turner (Mr. Turner)

### Migliori costumi
- Milena Canonero – Grand Budapest Hotel (The Grand Budapest Hotel)
- Sammy Sheldon Differ – The Imitation Game
- Colleen Atwood – Into the Woods
- Jacqueline Durran – Turner (Mr. Turner)
- Steven Noble – La teoria del tutto (The Theory of Everything)

### Miglior trucco e acconciatura
- Frances Hannon e Mark Coulier - Grand Budapest Hotel (The Grand Budapest Hotel)
- Elizabeth Yianni-Georgiou e David White - Guardiani della Galassia (Guardians of the Galaxy)
- Peter Swords King e J. Roy Helland - Into the Woods
- Christine Blundell e Lesa Warrener - Turner (Mr. Turner)
- Jan Sewell - La teoria del tutto (The Theory of Everything)

### Miglior sonoro
- Thomas Curley, Ben Wilkins e Craig Mann - Whiplash
- Walt Martin, John T. Reitz, Gregg Rudloff, Alan Robert Murray e Bub Asman - American Sniper
- Thomas Varga, Martin Hernández, Aaron Glascock, Jon Taylor e Frank A. Montaño - Birdman
- Wayne Lemmer, Christopher Scarabosio e Pawel Wdowczak - Grand Budapest Hotel (The Grand Budapest Hotel)
- John Midgley, Lee Walpole, Stuart Hilliker, Martin Jensen e Andy Kennedy - The Imitation Game

### Miglior effetti speciali
- Paul Franklin, Scott R. Fisher, Andrew Lockley e Ian Hunter - Interstellar
- Joe Letteri, Dan Lemmon, Erik Winquist e Daniel Barrett - Apes Revolution - Il pianeta delle scimmie (Dawn of the Planet of the Apes)
- Stephane Ceretti, Paul Corbould, Jonathan Fawkner e Nicolas Aithadi - Guardiani della Galassia (Guardians of the Galaxy)
- Joe Letteri, Eric Saindon, David Clayton e R. Christopher White - Lo Hobbit - La Battaglia delle Cinque Armate (The Hobbit: The Battle of the Five Armies)
- Richard Stammers, Anders Langlands, Tim Crosbie e Cameron Waldbauer - X-Men - Giorni di un futuro passato (X-Men: Days of Future Past)

### Miglior cortometraggio animato britannico
- The Bigger Picture
- Monkey Love Experiments
- My Dad

### Miglior cortometraggio britannico
- Boogaloo and Graham
- Emotional Fusebox
- The Karman Line
- Slap
- Three Brothers

### Miglior stella emergente
- Jack O'Connell
- Gugu Mbatha-Raw
- Margot Robbie
- Miles Teller
- Shailene Woodley